# Jakobsberg-Pettersberg
Jakobsberg-Pettersberg är en för Västerås kommun administrativ enhet i nordvästra Västerås, huvudsakligen bestående av bostadsområden. Jakobsberg-Pettersberg omfattar delarna Jakobsberg, Ormberget, Pettersberg, Trumslagarbacken och Vetterslund. Området avgränsas av Råbyleden, Narvavägen och E18. Området gränsar i öster till Lustigkulla och Djäkneberget.
Området är till största del ett villaområde som sträcker sig kring Drottninggatan. Pettersberg och Vetterslund är övervägande flerfamiljshus.